# Astragalus galiifolius
Astragalus galiifolius är en ärtväxtart som beskrevs av Dieter Podlech. Astragalus galiifolius ingår i släktet vedlar, och familjen ärtväxter. Inga underarter finns listade i Catalogue of Life.